# Hanaa Ben Abdesslem
Hanaa Ben Abdesslem (Nabeul, 18 de octubre de 1990) es una modelo tunecina. Ha trabajado con diseñadores como Jean-Paul Gaultier, Vivienne Westwood, Chanel, Óscar de La Renta y Anna Sui. Es la primera modelo árabe en figurar en el calendario Pirelli como también la primera portavoz  musulmana de Lancôme.

## Biografía
Ben Abdesslem participó en el concurso Mission Fashion 2 en 2007 —la versión libanesa de Project Runway— quedando segunda. Estudiaba ingeniería antes de convertirse en modelo. En 2010, firmó con la agencia IMG Models. Hizo su debut en la pasarela en Londres con Vivienne Westwood en 2010 y desfiló para Givenchy ese mismo año.
En 2011, desfiló para marcas como Chanel, Thierry Mugler, Giambattista Valli, Ralph Lauren, Anna Sui, Óscar de La Renta, Giambattista Valli, Jean Paul Gaultier, Narciso Rodriguez, y Hermès.
Lancôme contrató a Hanaa en 2012, convirtiéndola en la primera modelo musulmana en ser portavoz de la marca.
Ha posado para Vogue Paris, Vogue Italia, Países Bajos, Tailandia, España, y Alemania. Ben Abdesslem ha figurado en W, Dazed & Confused, V, y la revista rusa Interview.
La marca Ralph & Russo eligió a Hanaa para cerrar su colección 2014-15 otoño-invierno.
En 2016 fue contratada por Next Management.